# Assist Digital
Assist Digital ist ein pan-europäisches Unternehmen, das sich auf Customer-Experience-Lösungen konzentriert und Niederlassungen in Frankreich, Deutschland, Italien und Großbritannien unterhält. Assist Digital ist ein Anbieter von digitalen CRM-Dienstleistungen und ‑Technologien, die Verbindungen zwischen Marken, Kunden, Unternehmen und Mitarbeitern schaffen.
Assist Digital wurde 1996 gegründet und beschäftigt über 5000 Mitarbeiter in den Bereichen Marketing, Vertrieb und Kundenservice, Geschäftsprozessoptimierung, Business & UX/UI Design, AI & RPA, Systemintegration, Datenmanagement, Cloud-Service-Management und IT-Betrieb. Zu seinen Kunden zählen Unternehmen, die in verschiedenen Sektoren (B2B und B2C) tätig sind: Energie, Telekommunikation, Medien, Versicherungen, Unterhaltung, Automobil, Banken, Einzelhandel, Reisen und Tourismus.

## Geschichte
Gegründet wurde das Unternehmen 1996 in Mailand. Im Laufe der Jahre hat das Unternehmen seine Präsenz in mehreren Ländern weltweit ausgebaut.
Unter der Leitung von Enrico Donati, Executive Chairman, und Francesca Gabrielli, CEO, hat sich Assist Digital nach Eigenangaben zu einem paneuropäischen Marktführer entwickelt, der über 100 Blue-Chip-Kunden betreut, darunter Marken wie ENI, Stellantis, Toyota, Luxottica, Vodafone und DAZN. Das Unternehmen beschäftigt mehr als 600 Mitarbeiter in den Bereichen Beratung, Data Science, Software-Engineering und UX/UI-Design sowie 5.000 Contact-Center-Agenten in seinen europäischen Niederlassungen.
Im Jahr 2022 verzeichnete Assist Digital einen Umsatz von über 165 Millionen Euro, 30 % mehr als im Vorjahr, und konnte seine internationale Präsenz durch organisches Wachstum in seinen Kernmärkten ausbauen. 
Im Jahre 2023 hat Ardian, ein privates Investmenthaus, eine verbindliche Vereinbarung über den Erwerb einer Mehrheitsbeteiligung von rund 60 % an Assist Digital unterzeichnet.

## Strategische Akquisitionen
Im Laufe seiner Entwicklung hat Assist Digital strategisch Akquisitionen getätigt, um sein Dienstleistungsangebot zu erweitern und seine geografische Reichweite zu vergrößern. 
- IG Group: 2019 erwarb Assist Digital die IG Group, ein auf Customer Experience Management und Datenanalyse spezialisierten Beratungsunternehmen.[2]

- comselect GmbH: In dem Bestreben, seine Präsenz im Salesforce DACH Markt zu stärken, erwarb Assist Digital die comselect GmbH.[3][4]

- triveo: Im Zuge der Akquise der comselect GmbH wurde auch dessen Marke triveo für Telemarketing- und B2B-Leadgenerierungs-Maßnahmen akquiriert.[5]

- The Valley / Penfield Digital: Die Übernahme von The Valley soll die Positionierung auf europäischer Ebene und insbesondere in den Niederlanden  konsolidieren, einem strategischen Schwerpunktmarkt, in dem das Unternehmen bereits als Dienstleister tätig ist.[6]